# Henry Giroux
Henry Armand Giroux (* 18. Juni 1943 in Providence, Rhode Island) ist ein sozialkritischer US-amerikanischer Autor und Professor der Pädagogik.
Bekannt geworden ist er durch seine Kritik des US-amerikanischen Schulwesens, seine auf Paulo Freire aufbauende kritische Pädagogik und seine Kritik an den Darstellungen Jugendlicher in der Popkultur.

## Leben
Giroux wuchs in einer Arbeiterfamilie in Providence, Rhode Island auf. Durch ein Basketball-Stipendium konnte er an der University of Southern Maine studieren und erwarb im Anschluss einen Master in Geschichte an der Appalachian State University. Von 1968 bis 1975 unterrichtete Henry A. Giroux an einer High School in Barrington, Rhode Island Geschichte. Nachdem er 1977 seinen Doktorgrad von der Carnegie-Mellon University erhalten hatte, wurde er Professor für Pädagogik an der Boston University. Im Jahr 1983, nachdem ihm in Boston eine unbefristete Stelle verweigert worden war, wechselte er an die Miami University in Oxford, Ohio, wo er auch Direktor des Center for Education and Cultural Studies wurde. Zwischen 1992 und 2004 hatte er den Waterbury-Chair für Pädagogik an der Penn State University inne. Seit 2004 ist er an der McMaster University in Ontario tätig. Giroux ist darüber hinaus als Direktor im Verwaltungsrat von Truthout tätig.
Henry A. Giroux schrieb über 30 Bücher und zahlreiche Artikel in Magazinen und Zeitschriften. Zurzeit lebt er in Hamilton, Ontario, Kanada mit seiner Frau Susan Searls-Giroux.

## Werke (Auswahl)
- Ideology, Culture and the Process of Schooling (1981)
- Theory and Resistance in Education (1983)
- Education Under Siege (mit Stanley Aronowitz) (1985)
- Schooling and the Struggle for Public Life (1988)
- Teachers as Intellectuals: Toward a Critical Pedagogy of Learning (1988)
- Border Crossings (1993) (mit Stanley Aronowitz) (1993)
- Education Still Under Siege
- The Mouse that Roared: Disney and the End of Innocence (1999)
- Stealing Innocence: Corporate Culture's War on Children (2001)
- Breaking In to the Movies: Film and the Culture of Politics (2002)
- The Abandoned Generation: Democracy Beyond the Culture of Fear (2004)
- Terror of Neoliberalism (2004)
- Schooling and the Struggle for Public Life (2005)
- Border Crossings: Cultural Workers and the Politics of Education (2005)
- Stormy Weather: Katrina and the Politics of Disposability (2006)
- The Giroux Reader (2006)
- The University in Chains: Confronting the Military-Industrial-Academic Complex (2007)
- Against the Terror of Neoliberalism: Beyond the Politics of Greed (2008)
- Youth in a Suspect Society: Democracy or Disposability? (2009)
- Politics Beyond Hope: Obama and the Crisis of Youth, Race, and Democracy (2010)
- The Mouse that Roared: Disney and the End of Innocence. 2nd edition (mit Grace Pollock) (2010)
- Hearts of Darkness: Torturing Children in the War on Terror (2010)
- Zombie Politics in the Age of Casino Capitalism (2011)
- Education and the Public Sphere: Ideas of Radical Pedagogy (2011)
- On Critical Pedagogy (2011)
- The Public in Peril: Trump and the Menace of American Authoritarianism (2018) ISBN 978-1-138-71903-3

### Deutschsprachige Veröffentlichungen von Henry A. Giroux
- "Pädagogik und Utopie", Das Argument 227, S. 619–631 (1998)
- "Kritische Pädagogik und der Aufstieg des Neoliberalismus. Für eine Verbindung der Postmoderne mit Kritischer Theorie" Das Argument 246, S. 325–333 (2002)

## Deutschsprachige Veröffentlichungen über Henry A. Giroux
- Jürgen Neubauer: "Henry Giroux: Pädagogik und Utopie". Das Argument 227, S. 615–619, (1998)
- Jürgen Neubauer: "Die Entdeckung der Hoffnung". Frankfurter Rundschau, 2. Juli 1998.
- Andreas Merkens: "Ideologie, Kritik und Bildung". Das Argument 246 (2002), S. 339–353
- Patrick Steinwidder: "In and outside the academy... Über Henry A. Giroux und den Film "The Insider" (2004). Online-Zeitschrift 'MedienPädagogik" 3-02, 16. April 2004 (PDF)
- Schneider-Bertan, Katarina (2024): Kritische Pädagogik im 21. Jahrhundert. Zur Aktualität von Henry A.Giroux' Critical Pedagogy. Bielefeld: transcript. (PDF)